# Abborrtjärnen (Jokkmokks socken, Lappland, 736725-167361)
Abborrtjärnen är en sjö i Jokkmokks kommun i Lappland och ingår i Luleälvens huvudavrinningsområde.